# 아르파
아르파(스페인어: Arpa)는 파라과이, 베네수엘라, 멕시코 등에서 쓰이는 현악기로 서양 고전 음악의 하프보다 작고 페달이 없다. 줄은 서른여섯 또는 마흔 개가 보통이다. 